# Elena Litvajová
Elena Litvajová (8. června 1924 Uhrovec – 17. února 1999 Nové Zámky) byla slovenská a československá politička Komunistické strany Slovenska, poúnorová poslankyně Národního shromáždění ČSSR a Sněmovny lidu Federálního shromáždění za normalizace.

## Biografie
V letech 1949–1955 byla členkou předsednictva Ústředního výboru Československého svazu mládeže, přičemž od roku 1949 do roku 1954 zastávala post tajemnice slovenského Ústředního výboru ČSM.
V letech 1954–1989 se uvádí jako kandidátka a členka Ústředního výboru Komunistické strany Slovenska. V letech 1954–1964 byla zástupkyní vedoucího a později vedoucím oddělení ÚV KSS. V letech 1949–1958 a znovu od roku 1971 až do konce komunistické vlády byla členkou ÚV KSS. Zastávala i funkce v celostátní komunistické straně. 11. sjezd KSČ ji zvolil za členku Ústředního výboru Komunistické strany Československa. 12. sjezd KSČ ji zvolil kandidátkou ÚV KSČ.
V letech 1948–1954 zasedala jako poslankyně v Slovenské národní radě. V letech 1964–1970 byla vedoucí oddělení kanceláře Slovenské národní rady. Ve volbách roku 1960 byla zvolena za KSS do Národního shromáždění ČSSR za Středoslovenský kraj. Mandát obhájila ve volbách v roce 1964. V Národním shromáždění zasedala až do konce volebního období parlamentu v roce 1968. K roku 1968 se profesně uvádí jako vedoucí odboru SNR z obvodu Žarnovica.
Po federalizaci Československa usedla roku 1969 do Sněmovny lidu Federálního shromáždění (volební obvod Žarnovica). V parlamentu setrvala do konce volebního období, tedy do voleb roku 1971.
Od roku 1970 působila coby předsedkyně Ústředního výbor Slovenského svazu žen. Od roku 1971 opět zasedala ve Slovenské národní radě (členka předsednictva SNR). Zároveň od roku 1971 zastával funkci členky předsednictva Ústředního výboru Národní fronty Slovenské socialistické republiky.
V roce 1973 obdržela Řád Vítězného února.
V nejvyšších funkcích se udržela až do sametové revoluce. V březnu 1989 se podílela na rozhodování ÚV KSS o zásahu proti demonstrantům v Bratislavě a ještě 7. listopadu 1989 se zúčastnila oslav 72. výročí VŘSR. Až 26. listopadu 1989 po mimořádném zasedání ÚV KSS opustila vedení strany.